# Gau Berlin
O Gau Berlin foi uma divisão administrativa da Alemanha Nazista de 1933 a 1945 na capital alemã, Berlim. Antes disso, de 1928 a 1933, foi a subdivisão regional do Partido Nazista naquela área. De 1926 a 1928, Berlim fez parte do Gau Berlin-Brandenburg, que foi dividido em dois Gaue separados em 1 de outubro de 1928. 

## História
O sistema nazista Gau (plural Gaue) foi originalmente estabelecido em uma conferência do partido  em 22 de maio de 1926, a fim de melhorar a administração da estrutura partidária. A partir de 1933, após a tomada do poder pelos nazistas, o Gaue substituiu cada vez mais os estados alemães como subdivisões administrativas na Alemanha. 
À frente de cada Gau estava um Gauleiter, posição que se tornou cada vez mais poderosa, especialmente após a eclosão da Segunda Guerra Mundial, com pouca interferência vinda de cima. Os Gauleiters locais frequentemente ocupavam cargos governamentais e partidários e eram responsáveis, entre outras coisas, pela propaganda e vigilância e, a partir de setembro de 1944, pelo Volkssturm e pela defesa do Gau.  
O cargo de Gauleiter em Berlim foi ocupado por Joseph Goebbels ao longo da história do Gau.   Goebbels, Ministro da Propaganda do Reich, era um dos associados mais próximos de Adolf Hitler e, junto com sua família, cometeu suicídio em 1º de maio de 1945. 